# SN 2008da
SN 2008da – supernowa typu II odkryta 7 czerwca 2008 roku w galaktyce NGC 6845A. W momencie odkrycia miała maksymalną jasność 17,30m.